# Język kepo’
Język kepo’ (alternatywna pisownia: kepoq) – język austronezyjski używany w prowincji Małe Wyspy Sundajskie Wschodnie we wschodniej Indonezji, w kabupatenie Manggarai Timur na wyspie Flores. Według danych z 2010 roku posługuje się nim 6 tys. osób.